# آخر سلالة الموهيكيين (رواية)

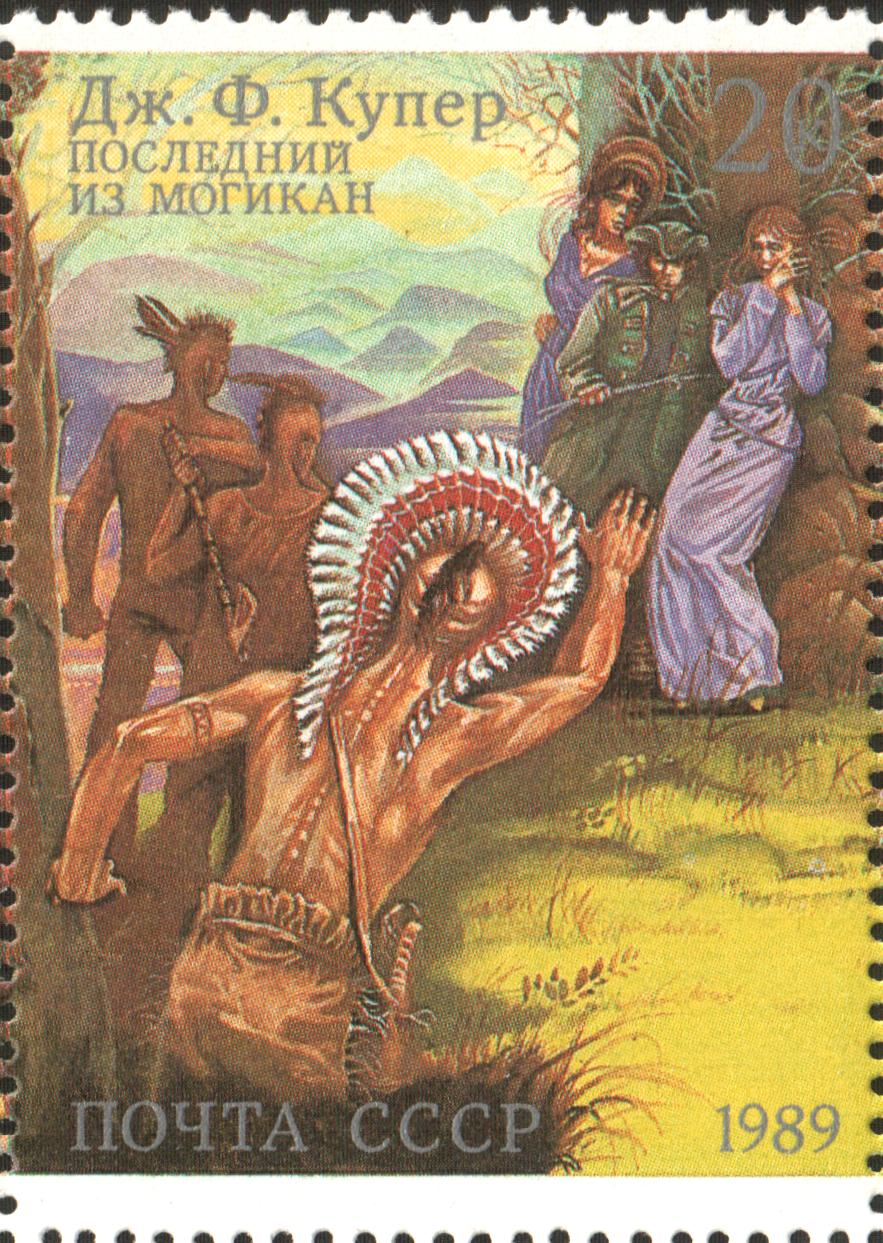
طابع بريدي من الاتحاد السوفيتي يخلد للذكرى

آخر سلالة الموهيكيين: حكاية من العام 1757 (بالإنجليزية: The Last of the Mohicans: A Narrative of 1757)‏ هي رواية تاريخية صدرت عام 1826م بقلم الكاتب جيمس فينيمور كوبر. وهو الكتاب الثاني من خماسية حكايات جامعي الجلود وأشهرها بين الجمهور المعاصر. أما رواية باثفايندر التي نشرت بعد 14 عاما في عام 1840 فهي تعتبر تتمة لها. وتدور أحداث الرواية في عام 1757 خلال الحرب الفرنسية والهندية (حرب السنوات السبع) عندما حاربت فرنسا وبريطانيا العظمى من أجل السيطرة على أمريكا الشمالية. استعان كل من الفرنسيين والبريطانيين خلال هذه الحرب بحلفاء من الهنود، ولكن الفرنسيين اعتمدوا عليهم بشكل خاص، حيث كانوا أقل عددا في المناطق الحدودية في الشمال الشرقي من المستعمرين البريطانيين.
تدور أحداث الرواية في المقام الأول في أحراش شمال نيويورك، وتروي تفاصيل نقل ابنتي العقيد مونرو، أليس وكورا، نحو وجهة آمنة في فورت ويليام هنري. ومن بين القافلة التي تحرس المرأتان هو ساكن الحدود ناتي بومبو، والرائد دنكان هيوارد، والهنود تشنغاتشوك وأونكاس، والسابق منهم هو شخصية عنوان الرواية. وتعتبر هذه الشخصيات بمثابة صورة مصغرة عن المجتمع الأمريكي في مهده، خاصة بما يتعلق بتكوينه العرقي.
وفقا لموسوعة وسائل الإعلام والدعاية في زمن الحرب الأمريكية، فقد كانت الرواية من «أكثر الروايات شعبية في اللغة الإنجليزية» منذ زمن نشرها ولا تزال «ذات شعبية واسعة في دورات الأدب الأمريكي». واقتُبِست مرات عديدة وبلغات مختلفة في أفلام سينمائية وتلفزيونية ورسوم.

## ملخص الرواية

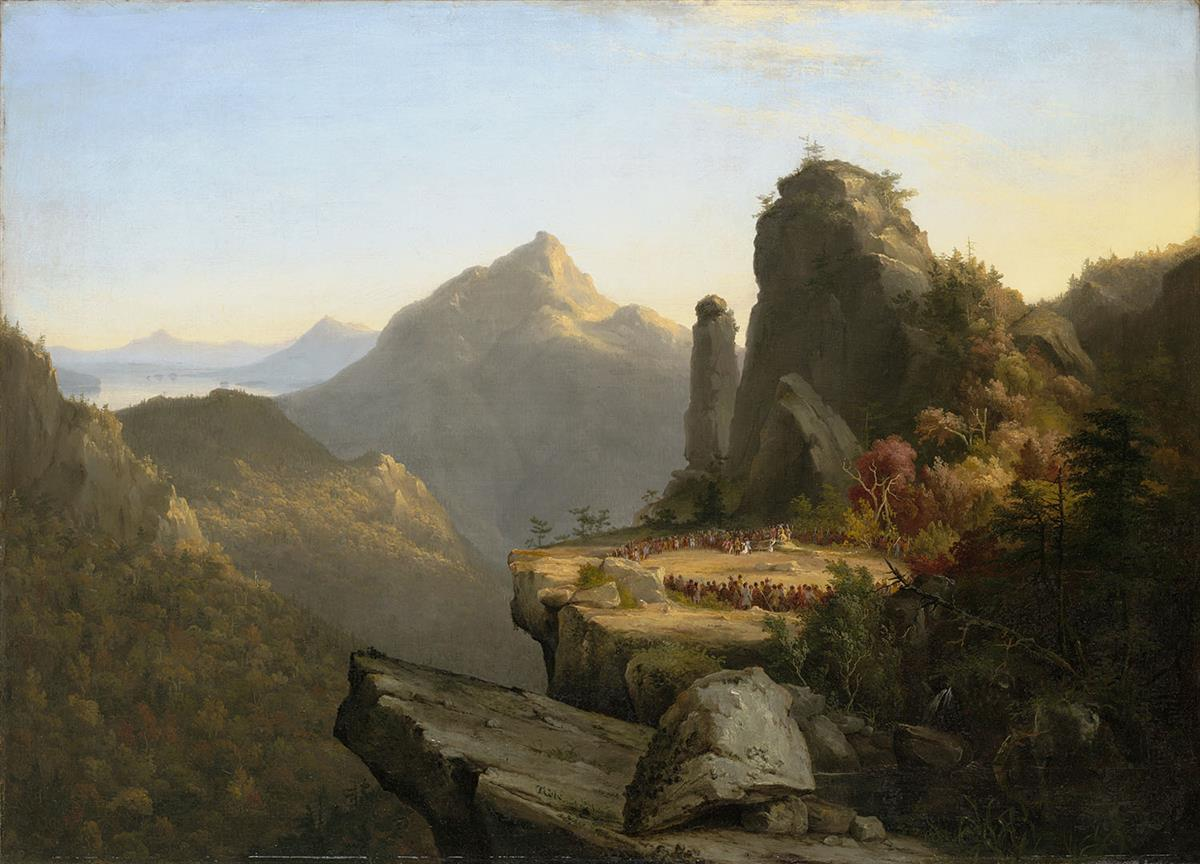
Thomas Cole, Cora Kneeling at the Feet of Tamenund, 1827

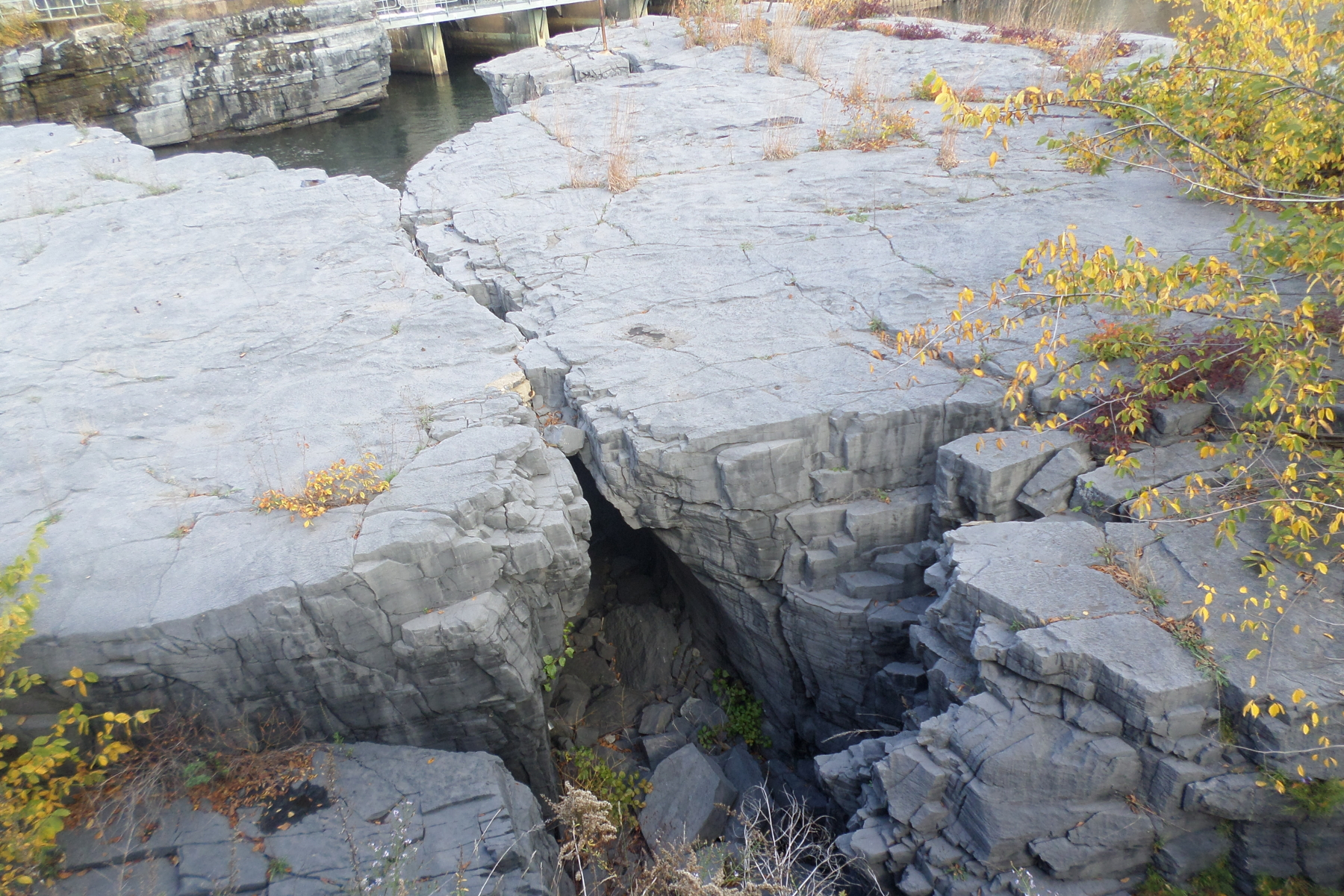
"Hawkeye's Cave" in 2016

تسافر كورا وأليس مونرو (Cora and Alice Munro)، ابنتا المقدّم مونرو (Colonel Munro)، برفقة الرائد دنكان هيوارد (Duncan Heyward) من حصن إدوارد (Fort Edward) إلى حصن ويليام هنري (Fort William Henry)، حيث يتولى والداهما القيادة. ينضم إليهم لاحقاً ديفيد جاموت (David Gamut)، وهو معلّم غناء. يقودهم عبر الغابة رجل من السكان الأصليين يُدعى ماجوا (Magua)، الذي يسلك بهم طريقاً مختصراً دون مرافقة من ميليشيا نيويورك. يشعر هيوارد بعدم الارتياح تجاه هذا الطريق، فتتوه المجموعة قبل أن تلتقي بالكشّاف البريطاني ناتي بومبو، المعروف باسم هاوك آي (Hawk-eye)، وصديقيه من قبيلة الماهيكان، تشينغاتشغوك (Chingachgook) وابنه أونكاس (Uncas).
يبدأ هيوارد بالاشتباه في ماجوا، ويؤيده هاوك آي والمواهكانز في أن ماجوا ليس سوى كشاف من قبيلة الهورون متحالف سراً مع الفرنسيين. عند اكتشاف أمره، يفرّ ماجوا، واعتقاداً منهم بأنه سيعود مع تعزيزات من الهورون، يأخذ هاوك آي ورفيقاه الماهيكان رفقاءهم الجدد إلى كهف مخفي في جزيرة وسط النهر. يهاجمهم الهورون هناك، وسرعان ما تنفد ذخيرتهم. وإدراكاً منهم بأنهم سيُقتلون على الفور، بينما يُحتمل أن يُؤسر البريطانيون، يفرّ هاوك آي والماهيكان مع وعد بالعودة لإنقاذ رفاقهم.
يأسر ماجوا ورجاله من الهورون كلّاً من هيوارد وجاموت والأختين مونرو. يعترف ماجوا بأنه يسعى للانتقام من الكولونيل مونرو لأنه جعله مدمناً على الويسكي، مما أدى إلى طرده مؤقتًا من قبيلته، ثم جلده بسبب سلوكه وهو في حالة سُكر. يعرض على كورا أن يتراجع عن قتل المجموعة إن وافقت على الزواج منه، لكنها ترفض، ومع تكرار الرفض، يصدر أمراً بإعدامهم. يتدخّل هاوك آي والماهيكانز وينقذون الأسرى الأربعة، ويقودونهم إلى مبنى مهدم كان مسرحاً لمعركة قديمة بين الهورون والبريطانيين. يوشك الهورون على مهاجمتهم مجدداً، لكنهم يتراجعون احتراماً لقبور مقاتليهم الذين دفنوا في المكان.
في اليوم التالي، يقود هاوك آي المجموعة نحو حصن ويليام هنري، الذي كان آنذاك محاصراً من قِبل الجيش الفرنسي. يرسل مونرو هاوك آي إلى حصن إدوارد لطلب التعزيزات، لكنه يُعتقل من قِبل الفرنسيين ويُعاد إلى حصن ويليام هنري دون الرسالة. يُعلن هيوارد عن حبه لأليس أمام الكولونيل مونرو، الذي يمنحه مباركته. يدعو الجنرال الفرنسي مونتكالم (Montcalm) مونرو إلى اجتماع، ويعرض عليه رسالة من الجنرال ويب (General Webb) تبيّن رفض الأخير إرسال أي تعزيزات. يوافق مونرو على شروط مونتكالم، والتي تقضي بانسحاب القوات البريطانية من الحصن، إلى جانب النساء والأطفال، لمدة ثمانية عشر شهراً.
غير أن هذا الاتفاق يُنتهك عندما يتعرض موكب الإجلاء البريطاني لهجوم غادر من قِبل نحو ألفي محارب من الهورون. وخلال المجزرة، يختطف ماجوا الأختين كورا وأليس، ويقودهما إلى قرية الهورون، بينما يتبعه ديفيد جاموت.
ينجو هاوك آي والماهيكانز وهيوارد والكولونيل مونرو من المجزرة، ويبدأون بملاحقة ماجوا، حيث يعبرون بحيرة لتتبّع أثره. يعترضهم محاربون من الهورون على ضفة البحيرة، ما يؤدي إلى مطاردة بالزوارق، ينجح خلالها المطاردون بالوصول إلى اليابسة قبل أن يُصابوا، ثم يتتبعون ماجوا حتى يصلوا إلى قرية الهورون. هناك، يعثرون على جاموت، الذي تُرك على قيد الحياة لأنه يُعتبر شخصاً غير مؤذٍ. يُخبرهم جاموت بأن أليس محتجزة في هذه القرية، بينما نُقلت كورا إلى قرية أخرى تتبع لقبيلة ديلاوير (Delaware).
يتنكر هيوارد في زيّ طبيب فرنسي ويدخل قرية الهورون برفقة جاموت لإنقاذ أليس. في المقابل، ينطلق هاوك آي وأونكاس لإنقاذ كورا، بينما يبقى مونرو وتشينغاتشغوك في مكان آمن. يُؤسر أونكاس من قبل الهورون ويُترَك ليموت جوعًا بعد مقاومته التعذيب، كما يفشل هيوارد في العثور على أليس. يطلب أحد محاربي الهورون من هيوارد علاج زوجته المختلة عقلياً، فيرافقه إلى كهف حيث تُحتجز، متخفيًا هاوك آي في هيئة دبّ. بعد الكشف عن هويته الحقيقية لهيوارد، يساعده هاوك آي في العثور على أليس، ويواجهان ماجوا، الذي يتمكن هاوك آي من السيطرة عليه وتقييده. يفرّ هيوارد مع أليس، بينما يبقى هاوك آي لإنقاذ أونكاس.
يُقنع جاموت أحد محاربي الهورون بالسماح له باصطحاب "الدب السحري" (هاوك آي متنكراً) إلى أونكاس، حيث يُحررانه. يرتدي أونكاس زيّ الدب، فيما يلبس هاوك آي ملابس جاموت، ويظل جاموت في الزاوية يقلّد حركات أونكاس. يهرب الاثنان نحو قرية ديلاوير، حيث تُحتجز كورا، في الوقت الذي يكتشف فيه الهورون خداعهم ويجدون ماجوا مقيداً. يسرد ماجوا الحقيقة لشعبه ويتولى قيادة الهورون، الذين يتعهدون بالانتقام.
يُؤخذ كلّ من أونكاس وهاوك آي وأليس وكورا وهيوارد إلى قرية ديلاوير كأسرى. يدخل ماجوا القرية ويطالب بإعادة أسراه. خلال اجتماع المجلس، يُكشف أن أونكاس من قبيلة الماهيكان، التي ترتبط تاريخياً بقبيلة ديلاوير. يتعاطف الزعيم تامينوند (Tamenund)، حكيم قبيلة ديلاوير، مع أونكاس ويأمر بإطلاق سراح جميع الأسرى باستثناء كورا، التي تُمنح لماجوا وفقًا للعادات القبلية. يوافق تامينوند على إعطاء ماجوا مهلة ثلاث ساعات قبل أن تبدأ المطاردة، احتراماً لأعراف الضيافة.
أثناء تحضيرات الديلاوير للحرب، يتمكّن ديفيد جاموت من الفرار من قرية الهورون ويُخبر رفاقه بأن ماجوا نصب كميناً في الغابة الواقعة بين قريتي الهورون والديلاوير. رغم ذلك، يتقدّم أونكاس وهاوك آي وهيوارد وجاموت ومقاتلو ديلاوير نحو الغابة لمواجهة الهورون.
في المعركة التي تلي ذلك، ينضم إليهم كل من تشينغاتشغوك والكولونيل مونرو. يتمكن الحلفاء من هزيمة الهورون والاستيلاء على قريتهم، لكن ماجوا يفرّ مصطحباً كورا ومحاربين اثنين. يلاحقهم أونكاس وهاوك آي وهيوارد وجاموت إلى قمة جبل شاهق. في المعركة النهائية، تُقتل كورا على يد أحد الهورون، ويقتل جاموت أحدهم، بينما ينجح ماجوا في قتل أونكاس، قبل أن يرديه هاوك آي قتيلاً.
تُختتم الرواية بمراسم دفن مطوّلة لكل من أونكاس وكورا في قرية ديلاوير، ويؤكّد هاوك آي صداقته الدائمة مع تشينغاتشغوك. ينطق تامينوند نبوءته الشهيرة: «الوجوه الشاحبة أصبحوا سادة الأرض، ولم يحن بعد زمن الرجال الحمر...».

## الشخصيات
- Chingachgook (ينطق عادة /tʃɪŋˈɡætʃ.ɡuːk/, chin-GATCH-gook): آخر زعيم لقبيلة موهيكان.[6]
- أونكاس - ابن تشينغاشغوك ويطلق عليه لقب "آخر الموهيكيين".[7]
- ناثانيال بومبو/عين الصقر: سيل دي فوكون؛ أحد سكان الحدود الذي يصبح مرافقًا لأخوات مونرو.
- ماجوا (/ˈmæɡwɑː/, MAG-wah) - الشرير: هورون
- كورا مونرو: ابنة العقيد مونروان ذات الشعر الداكن،[8] والتي توصف بأنها "منحدرة عن بعد" من العبيد.[9][10]
- أليس مونرو: أخت كورا الشقراء غير الشقيقة؛ مرح، مرح، ضعيف، وساحر.
- العقيد مونرو: عقيد بالجيش البريطاني يتولى قيادة فورت ويليام هنري.
- دنكان هيوارد - رائد في الجيش البريطاني من فرجينيا يقع في حب أليس مونرو.[11][12]
- ديفيد جاموت: مرتل (معلم ترتيل)، معروف بـ "سيد الغناء".
- الجنرال دانيال ويب - الضابط القائد للعقيد مونرو، الذي يتولى القيادة في فورت إدوارد.
- الجنرال ماركيز دي مونتكالم
- تامينوند – ولاية ديلاوير القديمة والحكيمة والموقرة (لينابي).

## الاقتباسات

### الأفلام
استند عدد من الأفلام إلى الكتاب المطول، حيث تم إجراء عمليات قطع وضغط وتغييرات مختلفة. التعديلات الأمريكية تشمل:
- Leather Stocking (1909) من اخراج ديفيد غريفيث؛
- The Last of the Mohicans  [لغات أخرى]‏ عام 1911 من بطولة جيمس كروز من إخراج ثيودور مارستون؛
- آخر سلالة الموهيكيين (1920), من بطولة والاس بيري؛
- آخر سلالة الموهيكيين (1932), من بطولة هاري كاري؛
- آخر سلالة الموهيكيين (1936) من بطولة راندولف سكوت وبروس كابوت؛
- Last of the Redmen (1947) جون هول ومايكل أوشيا؛

### الاوبرا
تم عرض النسخة الأوبرالية لألفا هندرسون لأول مرة في ويلمنجتون، ديلاوير، في عام 1976. وفي عام 1977 قدمت أوبرا بحيرة جورج نفس العمل.

## وصلات خارجية
- آخر الموهيكيين على موقع الموسوعة البريطانية (الإنجليزية)
- نص الرواية باللغة الإنجليزية
- ملف للرواية جريدة البيان الإماراتية ملحق كتب
- موسيقى الفيلم على البوتيوب
- اوبرا باسم الرواية وهي أيضا الموسيقى التصويريه للفلم